# Шон Бейкер
Шон Бейкер (англ. Sean Baker; нар. 26 лютого 1971, Самміт, Нью-Джерсі, США) — американський кінорежисер. Знаний як режисер незалежних художніх фільмів про життя маргіналів, особливо іммігрантів і секс-працівників. Серед його доробку «Навинос» (2004), «Старлетка» (2012), «Мандарин» (2015), «Проєкт „Флорида“» (2017), «Червона ракета» (2021) й «Анора» (2024). За роботу над фільмом «Анора» отримав «Золоту пальмову гілку» Каннського кінофестивалю 2024 року та чотири номінації на «Оскар» як режисер, продюсер, сценарист і монтажер. На телебаченні знаний як співавтор лялькового ситкому Fox / IFC «Кролик Грег» (2002—2006) та його спін-офів.

## Молодість й освіта
Народився 26 лютого 1971 року у Самміті, Нью-Джерсі, де і виріс. Мама працювала вчителем, а батько був патентним повіреним, який якось представляв інтереси режисера та його виробничої компанії в суперечці щодо назви фільму «Навинос». Має сестру, яка професійно займається музикою у стилі синті-поп і є художником-постановником. Вона долучалась до фільмів брата в обох іпостасях. Став одержимим домашніми фільмами в юному віці після того, як мама взяла його подивитися «класичних потвор Universal», які показували в місцевій бібліотеці.
1989 року закінчив школу Гілла Сент-Бернарда. Здобув ступінь бакалавра кіно в Школі мистецтв Тіша Нью-Йоркського університету. До університету вивчав комп'ютерний монтаж у Новій школі в Гринвіч-Віллідж.

## Кар'єра

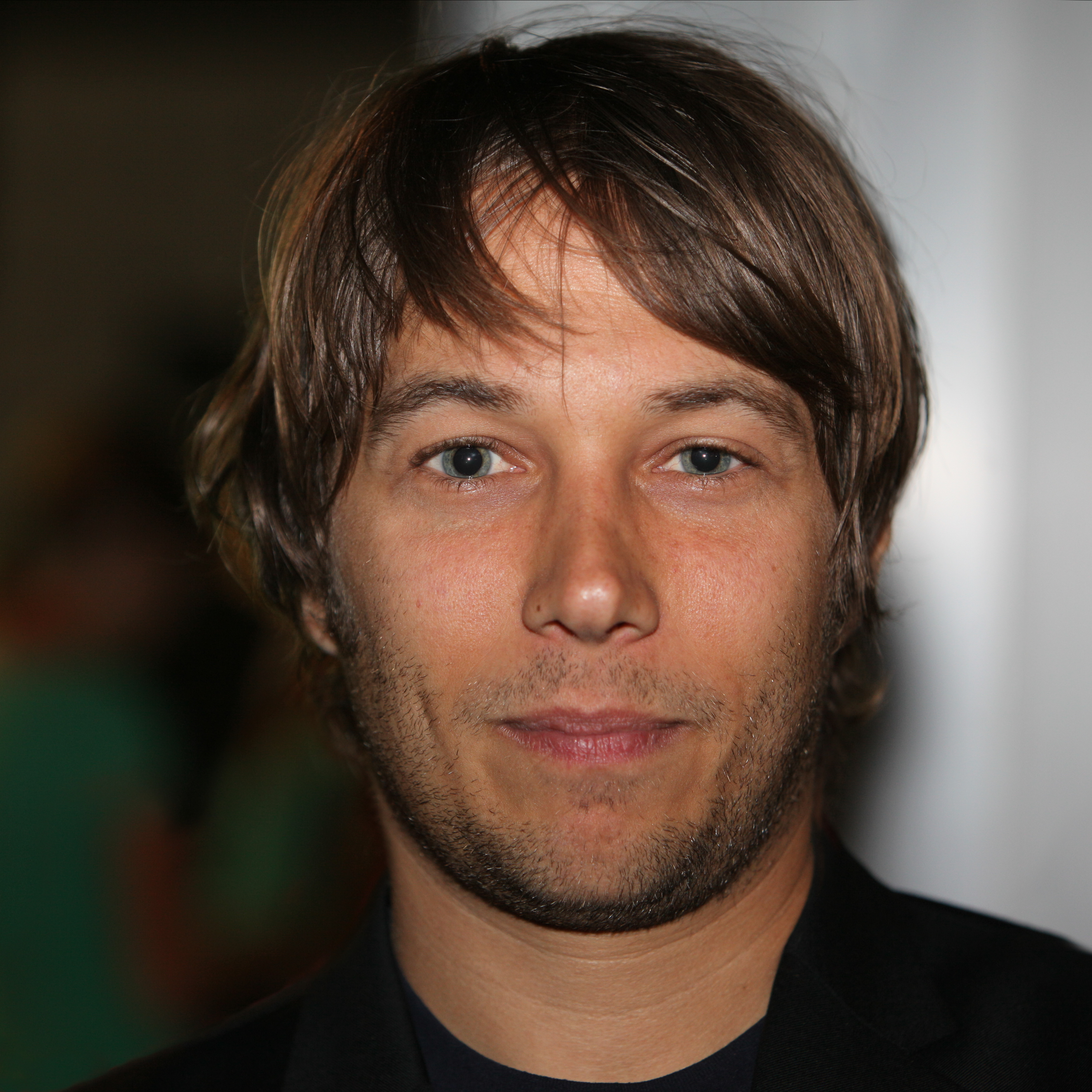
Бейкер, 2009 рік

Знаний як режисер незалежних художніх фільмів про життя маргіналів, особливо іммігрантів і секс-працівників.
Дебютною роботою стала повнометражна стрічка «Слова з чотирьох літер» — фільм про зовнішність, погляди, ставлення та мову молодих чоловіків Америки. Бейкер був сценаристом, режисером і монтажером фільму.
2004 року вийшла стрічка «Навинос» з бюджетом у 3000 доларів США — спільна робота з Ши-Чін Цзоу. У фільмі розповідається про китайського іммігранта без документів, який накопичив борги і залишився лише один день, щоб дістати гроші. Світова прем'єра відбулася на кінофестивалі «Слемденс» 18 січня 2004 року, і потім демонстрували на понад як 25 кінофестивалях, але судовий спір із Сетом Ландау, який планував випустити однойменний фільм, відклав прем'єру до 6 червня 2008 року.
Прем'єра фільму «Принц Бродвею» відбулася на кінофестивалі в Лос-Анджелесі 22 червня 2008 року. У фільмі розповідається про іммігранта з Гани, який продає фальшиві товари на Мангеттені, і він дізнається, що у нього є син. Бейкер став режисером, сценаристом, співпродюсером, зняв і змонтував фільм, а також самостійно фінансував розповсюдження та рекламу. «Навинос» і «Принц Бродвею» номінувались на приз Джона Кассаветеса премії «Незалежний дух» 2008 року.
Сценарій четвертого повнометражного фільму «Старлетка» написаний у співавторстві з Крісом Бергочем, а головні ролі зіграли Дрі Гемінгуей і Беседка Джонсон. У фільмі досліджується дивовижна дружбу між 21-річною Джейн (Гемінгвей) і 85-річною Седі (Джонсон), чиї долі перетинаються в Каліфорнійській долині Сан-Фернандо. Світова прем'єра фільму відбулася на SXSW 11 березня 2012 року, а 9 листопада 2012 року вийшов в обмежений прокат.
Наступний повнометражний фільм «Мандарин» розповідає про секс-працівницю-трансгендера, яка виявляє, що її хлопець і сутенер зраджує. Фільм знімали трьома смартфонами iPhone 5S і він отримав похвалу за новаторські технології створення фільму. У фільмі знімалися Кітана Кікі Родрігез, Мая Тейлор, Каррен Карагулян, Міккі О'Гаган і Джеймс Ренсон, а виконавчими продюсерами стали Марк Дюпласс і Джей Дюпласс. Разом з Бергочем написав сценарій, працювали як продюсери, режисери та монтажери. Світова прем'єра відбулася на кінофестивалі «Санденс» 23 січня 2015 року, а 10 липня 2015 року стрічка вийшла в обмежений прокат. Фільм отримав надзвичайно позитивні відгуки та 96 % рейтингу на Rotten Tomatoes.
2016 року зняв для Kenzo «Снігову пташку», короткометражний фільм про моду з моделлю Еббі Лі в головній ролі. Стрічку знімали лише на iPhone.
Прем'єра шостого повнометражного фільму Бейкера «Проєкт „Флорида“» відбулася в секції «Двотижневика режисерів» Каннського кінофестивалю 2017 року, а 6 жовтня 2017 року вийшов в американський прокат завдяки A24. Бейкер сам займався монтажем і написав сценарій разом з своїм постійним співробітником Крісом Бергочем. Сюжет розповідає про 6-річну дівчинку, яка живе в мотелі зі своєю непокірною матір'ю у Великому Орландо, намагаються триматися якомога далі від неприємностей і зводять кінці з кінцями. Фільм отримав високу оцінку за акторську гру (зокрема, Віллема Дефо в ролі менеджера мотелю та Бруклін Прінс як Муні, шестирічна дівчинка), а також за режисуру Бейкер обраний Національною радою кінокритиків, а фільм увійшов до 10 найкращих стрічок року від Американського інституту кіно. Дефо отримав номінації на премії «Оскар», «Золотий глобус» і «БАФТА» як найкращий актор другого плану, а Прінс стала лавреаткою премії «Вибір критиків» як найкраща молода виконавиця.
У серпні 2020 року актриса Белла Торн оголосила, що Бейкер буде режисером документального фільму про її досвід створення облікового запису на OnlyFans, але Бейкер швидко спростував чутки, а через підозрілу поведінку Торн звинуватили в обмеженнях щодо всіх секс-працівників на сайті.
У березні 2021 року випустив короткометражний фільм «Khaite FW21», знятий для просування колекції осінь/зима 2021 модної лінії Khaite. Шон Прайс Вільямс працював оператором.
У сьомому повнометражному фільмі «Червона ракета» Саймон Рекс знявся в ролі Майкі, порноактора, який повертається до свого рідного міста в Техасі. Бейкер працював над стрічкою як режисер, співавтор сценарію та співпродюсер разом зі своєю звичайною командою, до складу якої входять Кріс Бергоч і Ши-Чін Цоу. Фільмування проходило таємно під час пандемії COVID-19, але з дотриманням «стандартних протоколів безпеки». Стрічка зібрала овації на Каннському кінофестивалі 2021 року. Фільм вийшов у США A24 10 грудня.

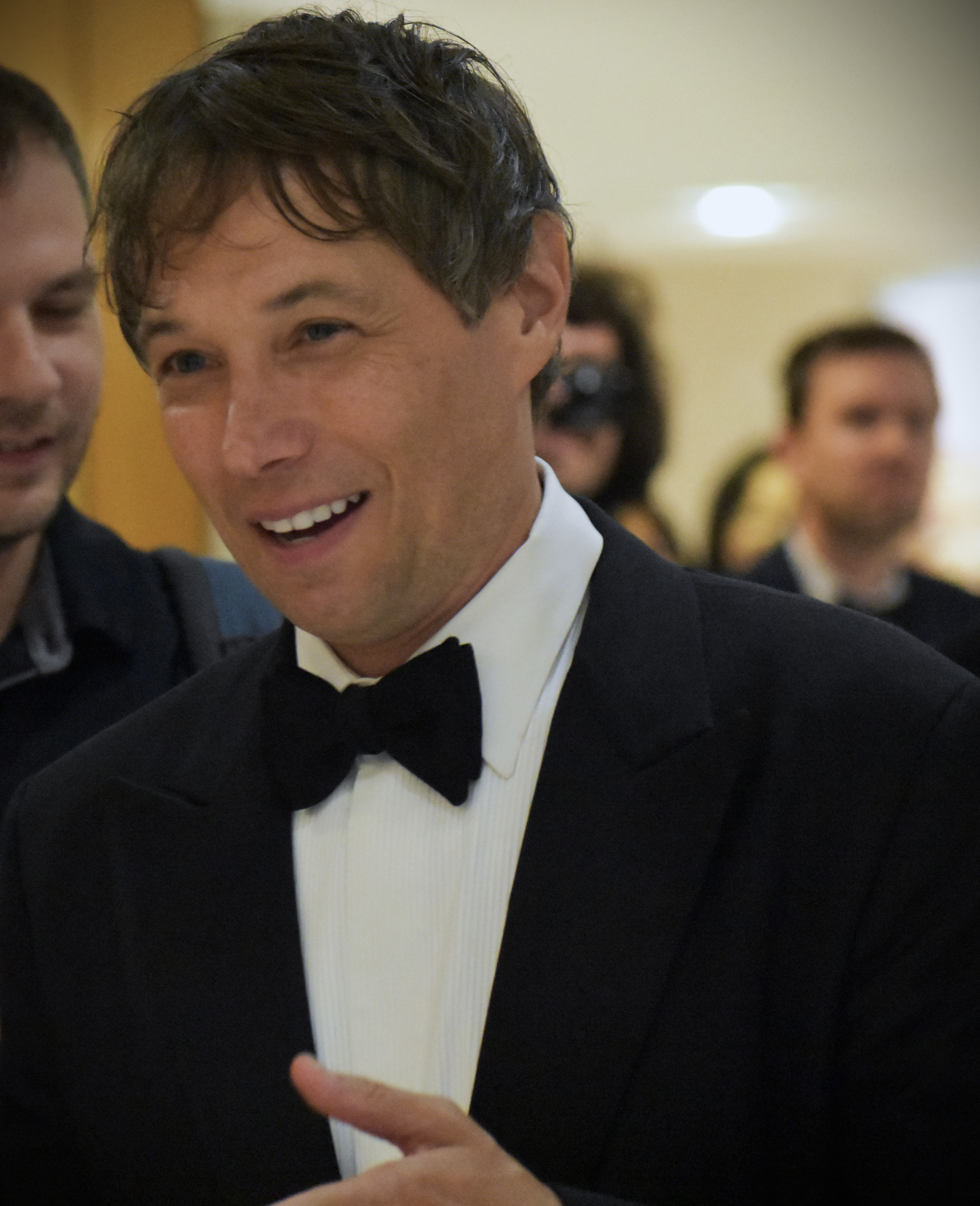
Бейкер на Каннському кінофестивалі, 2024 рік

2022 року зняв рекламу Taco Bell. Став виконавчим продюсером документального фільму «Любов під час фентанілу». Прем'єра відбулася на Фестивалі документального кіно DOXA у травні 2022 року.
У жовтні 2023 року офіційно анонсували його наступний повнометражний фільм «Анора» з Майкі Медісон у головній ролі. На пресконференції на Каннського кінофестивалю 2024 року, де відбулася прем'єра фільму, Бейкер говорив про координаторів інтимності: «Я думаю, що координація інтимності залежить від кожного випадку, від фільму до фільму. Якщо актор запитує про це, 100 %[…] Я зняв приблизно 10 сцен сексу за кар'єру, і мені це дуже зручно. Перший пріоритет — забезпечити безпеку, захист, комфорт і залученість наших акторів у процес». За фільм «Анора» Бейкер став другим американським режисером, який отримав «Золоту пальмову гілку» після Терренса Маліка (2011 рік).

### Телебачення
Один з оригінальних творців ситкому «Кролик Грег» (2002—2006) як режисер і сценарист з Сетом Гріном і Юджином Леві у головних ролях. Шоу основане на серії коротких сегментів, які транслювалися на Independent Film Channel. Сюжет оснований на загальнодоступному телевізійному шоу «Junktape». 2010 року Бейкер, Спенсер Чіной і Ден Мілано створили спін-оф «Мавпа Воррен», який транслювався на MTV і був скасований після першого сезону.

## Визнання
У червні 2018 року запросили стати членом відділу режисерів і сценаристів Академії кінематографічних мистецтв і наук. У жовтні 2018 року очолював кіножурі Міжнародного кінофестивалю в Мумбаї.

## Стиль і вплив
Заслужив репутацію за зображення ізгоїв і персонажів з малопредставлених і маргіналізованих субкультур, часто нелегальних іммігрантів і секс-працівників, у гуманних і співчутливих сценаріях. Він стверджує, що був безпосередньо натхненний експлуатаційними фільмами, але його описують як архетип «надійного чоловіка-режисера» в епоху після MeToo. Його фільми сколихнули та заохочували дискусію про сексуальну мораль.
На Бейкера вплинули Кен Лоуч, Спайк Лі, Федеріко Фелліні, Джим Джармуш, Майк Лі, Стівен Спілберг, Ерік Ромер, Джон Кассаветіс і Гел Ешбі.
Заявив, що свідомо розміщує покликання на інші фільми. Наприклад, рекламний щит, що рекламує виступ персонажа на ім'я Полуниця з «Червоної ракети», можна побачити в кінці «Анори».

## Особисте життя

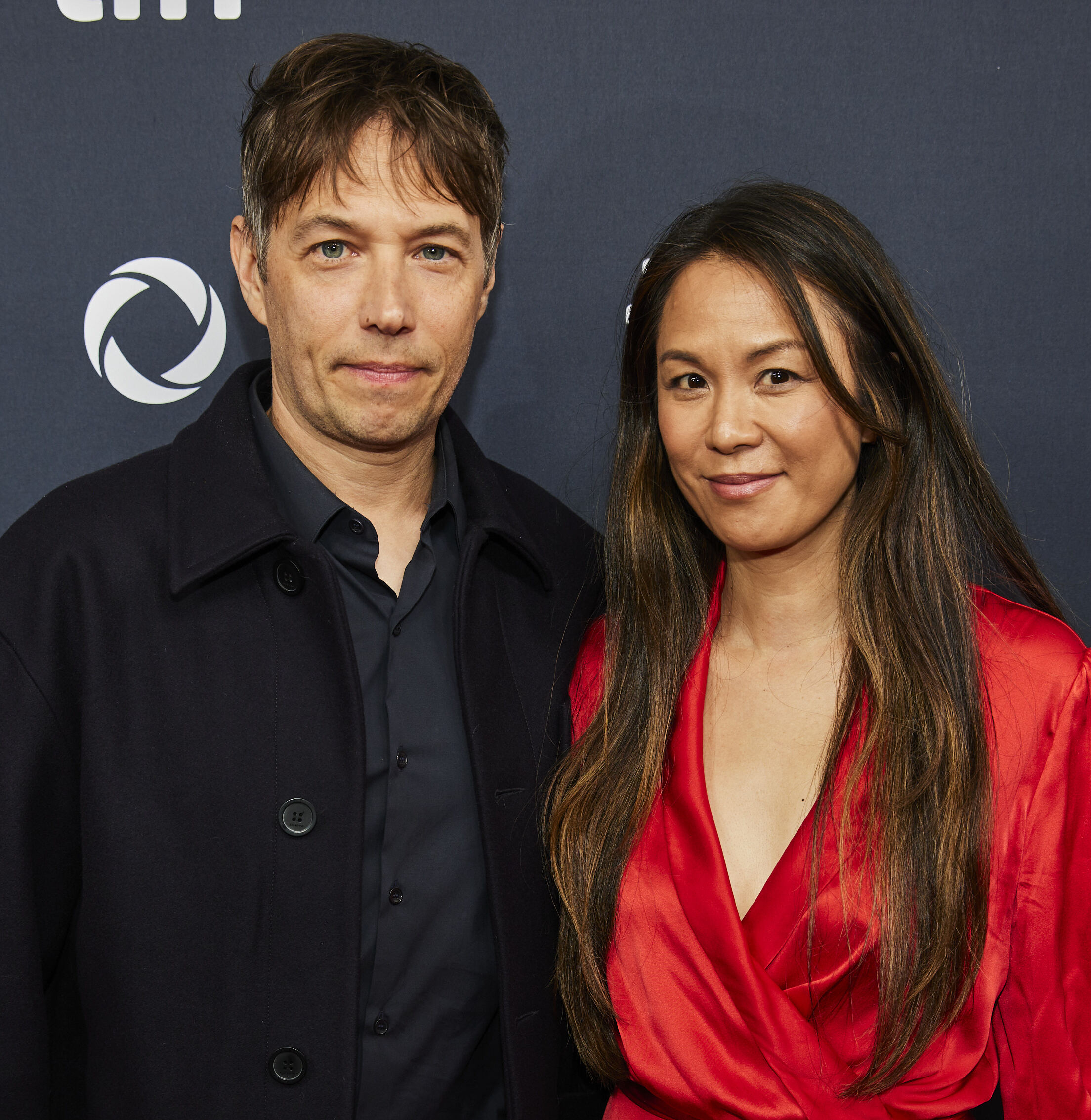
Бейкер з Самантою Куан на TIFF 2024 на прем'єрі фільму «Анора».

Одружений із Самантою Куан, продюсеркою багатьох його фільмів. Мали двох собак, Бунзена та Буні, останній з яких знімався в його фільмі 2012 року «Старлетка». 2024 року на пресконференції в Каннах заявив, що секс-бізнес слід «декриміналізувати, а не регулювати, тому що це тіло секс-працівників, і вони самі вирішують, як вони використовуватимуть його для свого існування». У 20 років страждав від опіоїдної залежності.

## Фільмографія
| Рік  | Назва                  | Режисер | Сценарист | Продюсер | Монтажер | Примітки              | Пос. |
| ---- | ---------------------- | ------- | --------- | -------- | -------- | --------------------- | ---- |
| 2000 | Слова з чотирьох літер | Так     | Так       | Ні       | Так      |                       |      |
| 2004 | Навинос                | Так     | Так       | Так      | Так      | Спільно з Ши-Чінг Цоу |      |
| 2008 | Принц Бродвея          | Так     | Так       | Так      | Так      | Також кінооператор    |      |
| 2012 | Старлетка              | Так     | Так       | Так      | Так      |                       |      |
| 2015 | Мандарин               | Так     | Так       | Так      | Так      | Також кінооператор    |      |
| 2017 | Проєкт «Флорида»       | Так     | Так       | Так      | Так      |                       |      |
| 2021 | Червона ракета         | Так     | Так       | Так      | Так      |                       |      |
| 2024 | Анора                  | Так     | Так       | Так      | Так      |                       |      |

Виконавчий продюсер
- Кохання під час фентанілу (2022)
- Відчуття, що час щось робити вже минув (2023)
- Сучасна повія[69] (TBA)

### Короткометражний фільм
| Рік  | Назва         | Режисер | Сценарист | Продюсер | Монтажер | Пос. |
| ---- | ------------- | ------- | --------- | -------- | -------- | ---- |
| 2016 | Сніжна пташка | Так     | Так       | Так      | Так      |      |
| 2021 | Khaite FW21   | Так     | Ні        | Ні       | Так      |      |

### Телебачення
| Рік         | Назва        | Режисер | Сценарист | Продюсер | Творець | Роль                      | Пос. |
| ----------- | ------------ | ------- | --------- | -------- | ------- | ------------------------- | ---- |
| 2002 — 2006 | Кролик Грег  | Так     | Так       | Ні       | Так     | Також монтажер і оператор |      |
| 2010        | Мавпа Воррен | Так     | Так       | Так      | Так     |                           |      |

## Нагороди
| Нагорода                                       | Рік  | Категорія                               | Робота             | Результат    | Ref           |
| ---------------------------------------------- | ---- | --------------------------------------- | ------------------ | ------------ | ------------- |
| Незалежний дух                                 | 2009 | Приз Джона Кассаветіса                  | Навиніс            | Номінація    | [ 70 ]        |
| Незалежний дух                                 | 2009 | Приз Джона Кассаветіса                  | Принц Бродвея      | Номінація    | [ 70 ]        |
| Незалежний дух                                 | 2013 | Приз Роберта Алтмана                    | Старлетка          | Перемога     | [ 71 ]        |
| Незалежний дух                                 | 2013 | Приз Джона Кассаветіса                  | Старлетка          | Номінація    | [ 72 ]        |
| Незалежний дух                                 | 2016 | Найкращий режисер                       | Мандарин           | Номінація    | [ 73 ]        |
| Незалежний дух                                 | 2018 | Найкращий режисер                       | Проєкт «Флорида»   | Номінація    | [ 74 ]        |
| Незалежний дух                                 | 2025 | Best Feature                            | Анора              | В очікуванні | [ 75 ]        |
| Незалежний дух                                 | 2025 | Найкращий режисер                       | Анора              | В очікуванні | [ 75 ]        |
| Супутник                                       | 2018 | Best Director                           | Проєкт «Флорида»   | Номінація    | [ 76 ]        |
| Супутник                                       | 2018 | Найкращий оригінальний сценарій         | Проєкт «Флорида»   | Номінація    | [ 76 ]        |
| Спілка кінокритиків Детройта                   | 2017 | Режисер року                            | Проєкт «Флорида»   | Перемога     | [ 77 ]        |
| Спільнота кінокритиків Нью-Йорка               | 2017 | Найкращий режисер                       | Проєкт «Флорида»   | Перемога     | [ 78 ]        |
| Спільнота кінокритиків Нью-Йорка               | 2024 | Найкращий сценарист                     | Анора              | Перемога     | [ 79 ]        |
| Асоціація кінокритиків Чикаго                  | 2017 | Найкращий монтажер                      | Проєкт «Флорида»\| | Перемога     | [ 80 ] [ 81 ] |
| Премія Лондонського гуртка кінокритиків        | 2018 | Режисер Року                            | Проєкт «Флорида»\| | Перемога     | [ 82 ]        |
| Асоціація кінокритиків Лос-Анджелеса           | 2024 | Найкращий режисер                       | Анора              | Runner-up    | [ 83 ]        |
| Асоціація кінокритиків Лос-Анджелеса           | 2024 | Найкращий сценарист                     | Анора              | Runner-up    | [ 83 ]        |
| «Доріан»                                       | 2018 | Найкращий режисер                       | Проєкт «Флорида»   | Номінація    | [ 84 ]        |
| Міжнародний кінофестиваль у Провінстауні       | 2018 | Приз «Режисер, що набирає популярність» | Творчий доробок    | Awarded      | [ 85 ]        |
| Спілка кінокритиків Детройта                   | 2021 | Найкращий режисер                       | Червона ракета     | Номінація    | [ 86 ] [ 87 ] |
| «Готем»                                        | 2021 | Найкращий сценарій                      | Червона ракета     | Номінація    | [ 88 ]        |
| Асоціація кінокритиків Чикаго                  | 2021 | Найкращий оригінальний сценарій         | Червона ракета     | Номінація    | [ 89 ] [ 90 ] |
| Каннський кінофестиваль                        | 2024 | Золота пальмова гілка                   | Анора              | Перемога     | [ 91 ]        |
| кінофестиваль Імеджин                          | 2024 | Silver Scream                           | Анора              | Перемога     | [ 92 ]        |
| «Готем»                                        | 2024 | Найкращий фільм                         | Анора              | Номінація    | [ 93 ]        |
| «Готем»                                        | 2024 | Найкращий режисер                       | Анора              | Номінація    | [ 93 ]        |
| Голівудський міжнародний кінофестиваль «Капрі» | 2025 | Найкращий оригінальний сценарій         | Анора              | Перемога     | [ 94 ]        |
| «Золотий глобус»                               | 2025 | Найкраща режисерська робота             | Анора              | Номінація    | [ 95 ]        |
| «Золотий глобус»                               | 2025 | Найкращий сценарій                      | Анора              | Номінація    | [ 95 ]        |